# カワサキ・ZZR1100

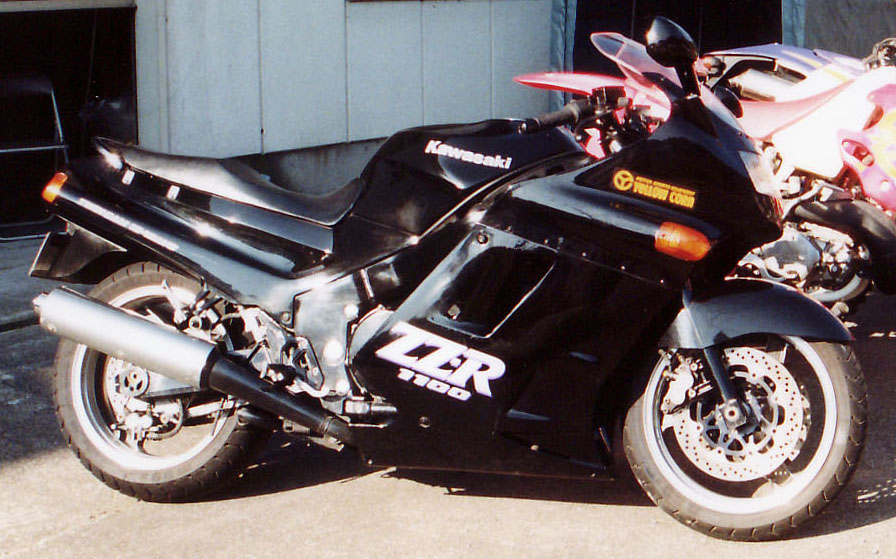
ヨーロッパ仕様車

カワサキ・ZZR1100（ゼットゼットアールせんひゃく）は、川崎重工業（カワサキ）が1989年の東京モーターショーで発表し、1990年から販売開始したZZRシリーズの大型自動二輪車（オートバイ）である。輸出専用車であり日本国内では正規販売されていない。北米仕様のみ車名がNinja ZX-11となる。

## 概要
ZX-10の後継として発表された。開発当初は、ZX-10を越えるものという意味を込めてZX-11という名称だった。当初はエンジンの最高出力が147 PSという点が公表されていなかったが、オートバイ雑誌などのテストで高性能を評価されて注目を集めた。
高出力のエンジンを搭載して空気抵抗が少ないカウリングを採用したことで最高速度は290 km/h前後に達し、1990年以降、1996年にホンダからCBR1100XXが発売されるまで、世界最速の市販車と評価された。また、同クラスの市販車としては初めてラムエアインテークを採用し、高速走行時の走行風を利用して吸気管に取り込む空気に生じる抵抗を低減している。
初期モデルのC型は1990年から1993年まで生産され、1993年からモデルチェンジしたD型に移行し、D型は2003年で生産を終了した。当初は最高速度ばかりのバイクと思われていたが、大型バイクとしての重さを感じさせない軽快なハンドリングとバランスの良いコーナリング性能や、穏やかな低回転域のエンジン特性などにより車格を感じさせない扱いやすさも評価され、ツーリングにも使えるマルチなバイクとして長きに渡り人気を呼んだ。
「ZZR」の名称はこのモデルから始まり、北米だけ「ZX-○○」という形式の名称を継承している。この「ZX-○○」は、統一されたモデルの名称としてはZX-12Rまで使われなかった。

## 車両解説
エンジンは水冷4気筒DOHC16バルブ1,052 cc、最高出力147 PS (108 kW) / 10,500 rpm（フルパワー仕様）。エンジン出力147 hp（静止時）。なお、仕向け地によりエンジンの仕様は異なる。フルパワー (147 PS) が確認されているのは、欧州一般仕様、ギリシャ仕様、オランダ仕様、イタリア仕様、ノルウェー仕様、スペイン仕様、デンマーク仕様、南アフリカ仕様、オーストラリア仕様、北米仕様（カリフォルニア州以外）などである。パワー規制が明確な仕向け地は、フランス仕様 (106 PS)、ドイツ仕様 (100 PS)、フィンランド仕様 (72 PS)、イギリス仕様 (125 PS)、北米カリフォルニア州仕様（数値不明）などである。
シリンダーは原型になったGPZ900Rと共通のスリーブを直接冷却するウェットライナーという、他メーカーではあまり見られない構造を持つ。シリンダートップはクローズドデッキだが、ZZRではボアが⌀76と、すでに極限近くまで拡大されているため、サイアミーズ構造で水密を保っている。シリンダーヘッドはZX-10にも採用されたダウンドラフト式の吸気機構を踏襲し、ピストンヘッドはバルブ挟み角が狭角になったこともあって、GPZに見られたペントルーフで高圧縮を狙うものではなく、燃焼効率を高め、効率よく爆圧を受け止められるフラットな形状に改められた。バルブはロッカーアームを介して駆動されるが、GPZとは異なりロッカーアームはバルブごとに独立し、慣性重量を低減することで高回転時の追従性を高めている。もともと1983年に発表された水冷第一世代であるGPZ900R系の古いエンジンレイアウトを用いている都合上、大きく重いクランクケース周りなどに技術的制約が多く、その後の飛躍的な性能向上は望めないという難点も抱えていた。

## モデル一覧

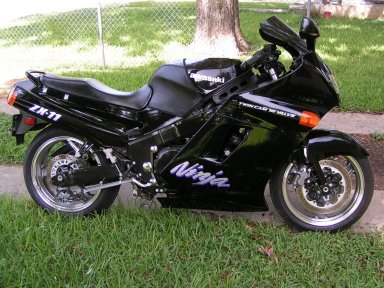
C3

### C1
1989年の東京モーターショーで発表、1990年に発売。市販車テストで各種のレコードを記録した。車体前面のラム圧ダクトのネットカバーが平面。一部の最初期型はエキゾーストエンドの形状がその後と異なる。乾燥重量228 kg。

### C2
1991年。C1での好成績を受け人気が沸騰。プレミアムが生じ、日本国内の逆輸入価格が一時180万円まで高騰。ラム圧ダクトのネットカバーが防塵効果を高めるため曲面に。キャブレターへのラム圧過給装置が若干の変更。ハブダンパーの耐久性不足に若干の対策を加えた。キャブレターセッティングを変更。

### C3
1992年。日本国内（明石工場）でのC型の製造はこれが最後となった。GPZ900R以来変更を受けていなかったトランスミッションをより大きな負荷に耐えられるよう改良。

### C4
1993年。米国（リンカーン工場）だけで生産されたため北米仕様のみ。基本的にC3と同じだが、D1と同じトランスミッションを持つ。D1と併売されたモデル。

### D1
1993年。大幅なモデルチェンジを受け、デザインや車体などを全面的に変更したもの。基本性能はC型と変わらず。
アウトプットシャフトが長くなり、スプロケットがGPZ900Rと同じ、オフセット0のものになる。C型で頻発したトランスミッショントラブルの対策としてドッグの形状やギヤ比などをさらに変更。ラム圧機構に大幅な変更が加えられた。吸気口が二つになったほか、エアボックスの容量拡大、エアフィルタの面積拡大などが行われた。
燃料タンクが21 Lから24 Lに容量拡大、燃料計の追加（C型ではリザーブの切り替えがなく、警告灯2個が点灯するのみであった）。リザーブ時給油すると18 L入るので、7 Lの予備タンク容量となる。
乾燥重量が233 kgとやや増加。快適性を重視してC/D値（前面投影面積）が増加したことと相まって最高速度がやや低下した。もっともこれは後述のタイヤサイズ変更による最終減速比の変化も考慮すべき事柄である。
クランクシャフトやピストン形状が耐久性を重視した変更を受けたほか、排ガス対策のため、C型ではカリフォルニア仕様のみだった排気ポートの新気導入装置が全仕様に導入された。シリンダヘッドのカムジャーナル部分のオイル穴が○から楕円状になって潤滑性が上昇した。
リヤタイヤのサイズが170/60-17から180/55-17へ変更された。ホイールサイズは同じ5.50インチ。フレームはC型は先代モデルであるZX-10と同形式の押出し式であるが、D型は強度分布を管理しやすいプレスによる合わせ式となった。これは同世代のZXR750と同一手法である。ブレーキはフロントディスクが310 mmから320 mmへと大径化、穴のパターンが左右対称になることにより左右共通部品となった。リヤはキャリパーが片押し2ポットから対向ピストン（2ポット）となった。このディスク板は、同世代のZXR750やZX-9Rなどと共通部品である。
その他車体周りではステムシャフト部の強度向上、アクスルシャフトの大径化が行われた。これらにより、乗り心地はC型より剛性感のあるものとなった。

### D3
ヨーロッパにて（当時）施行される87/56セカンドステージ（騒音対策）に対応し、マイナーチェンジが実施された。エキゾーストパイプの集合部からサイレンサーまでの内部側に3重構造の吸音材を追加。エアクリーナーの構造を変更。スプロケットを45 Tから44 Tへ変更（北米・カナダ仕様は45 Tのまま）。ツイントリップメーターを廃止し、デジタル時計に変更。ミッション内のスプリング変更によるシフトフィールの向上。

### D5
ラム圧ダクトにエアチャンバーが追加。

### D7
フレーム色がそれまでのD1 - D6とは違いブラックとなる。

### G1
排気ガス対策で触媒を装着。ドイツ仕様車が中心であるが、その他の構造及び形状はD型に準じる。

## 各種対策・リコール
ZZR1100は純粋な輸出専用車であるため、日本国内においてはカワサキは製造物責任を負わない。よって下記はリコールとして正式に届けられたものではない。
- C型ドライブスプロケットワッシャー（対策済み車両にはフレームにステッカーを貼る）
- C型リヤブレーキホースガイド

製造後、かなり時間が経ており、カワサキモータースジャパンより燃料ホースキットが出ている。これは定期交換推奨部品という位置付けで、燃料ラインのゴムホースが経年劣化し最悪燃料漏れを起こす恐れがあるためである。この燃料ホース類は車検時の点検項目にあり、使用者が定期点検を実施すべき事項である。特に本車種の場合、電磁式燃料ポンプ動作時に生ずる火花が気化した燃料に引火する可能性があるため留意すべき事項となる。
また、D1 - D2のメーターステーが振動により折れる可能性がある。D3以降は補強されている。